# Lista odcinków serialu anime Ouran High School Host Club
Ouran High School Host Club (jap. 桜蘭高校ホスト部 Ōran kōkō hosuto kurabu) to manga autorstwa Bisco Hatori i anime na jej podstawie liczące 26 odcinków.
| # | Tytuł                                                                                                 | Scenariusz                      | Reżyseria          | Premiera         |
| --- | --- | ------------------------------- | ------------------ | ---------------- |
| 1 | Od dzisiaj jesteś hostem Kyō kara kimi wa hosuto da (今日から君はホストだ)                            | Takuya Igarashi                 | Takuya Igarashi    | 4 kwietnia 2006  |
| Haruhi Fujioka, specjalny student, rozgląda się po elitarnej prywatnej Akademii Ouran (do której niedawno zaczęła chodzić) w poszukiwaniu spokojnego miejsca, gdzie mogłaby się uczyć. Jednak w każdej z czytelni jest za głośno na naukę, gdyż uczniowie bawią się zamiast uczyć. Wreszcie zagląda do sali od muzyki, która nie jest używana. Tam natrafia na grupkę sześciu uczniów. Są to członkowie Ouran Host Club. Haruhi zostaje uznana za chłopaka (z powodu męskiego wyglądu i zachowania). Podczas próby ucieczki z sali, niechcący strąca wazę wartą 8 milionów jenów. Aby spłacić dług, Fujioka zostaje zmuszona do bycia hostem i spełniania zachcianek klientek. Z czasem, wszyscy członkowie klubu hostów (oprócz założyciela Ouran Host Club) orientują się, że Haruhi to dziewczyna. Podczas kłótni z zazdrosną o Tamakiego klientką, Haruhi zostaje oblana wodą. Do pomieszczenia, w którym Fujioka przebiera się w suche ubranie, z rozpędu wchodzi Suō i odkrywa prawdziwą płeć nowego członka klubu. | |                                 |                    |                  |
| 2 | Praca hosta Kōkōsei hosuto no oshigoto (高校生ホストのお仕事)                                         | Ichi Satō                       | Takefumi Anzai     | 11 kwietnia 2006 |
| Trzecia sala muzyczna zostaje zmieniona w tropikalną rajską krainę. Klub hostów odkrywa, że jedna z ich regularnych klientek, Kanako Kasugazaki, która ma zwyczaj częstego zmieniania swojego "ulubionego" hosta, ma problemy ze swoim narzeczonym, Toru Suzushina. Ouran Host Club przygotowuje plan, który ma ponownie złączyć parę i który zostanie wdrożony w życie podczas balu, kiedy to dziewczyna, która zaprezentuje najlepszy pokaz tańca, otrzyma tytuł "królowej tańca" oraz zostanie w nagrodę pocałowana przez Tamakiego. Suzushina wyznaje miłość Kasugazaki (plan powiódł się). Jednakże, kiedy Kanako zostaje nazwana królową, Hikaru i Kaoru Hitachiin ogłaszają, że to jednak Haruhi pocałuje zwyciężczynię. Tamaki uświadamia sobie, że to będzie pierwszy pocałunek Fujioki. Kiedy Haruhi chce pocałować Kanako w policzek, "król" klubu hostów, próbując ją potrzymać, przypadkowo popycha dziewczynę, czego wynikiem jest całus nie w policzek, ale w usta. To spowodowało zawstydzenie Haruhi, nie tylko dlatego, że nie jest chłopakiem, ale i również z powodu tego, że pocałunek zobaczył narzeczony Kanako. Ostatecznie zdecydowano, że całus nie będzie się liczył. | |                                 |                    |                  |
| 3 | Uwaga na kontrolę lekarską Shintai kensa ni goyōjin (身体検査にご用心)                                | Okamura                         | Masayuki Iimura    | 18 kwietnia 2006 |
| Zbliżają się szkolne badania fizyczne. Klub hostów musi znaleźć sposób, aby sekret Haruhi, że tak naprawdę jest dziewczyną, nie wyszedł na jaw. Ich starania (włączając w nie to, że Tamaki przebrał się za Haruhi) nie zdały egzaminu. W końcu Kyoya Ootori poprosił jednego z lekarzy, aby nie ujawnił innym prawdziwej płci Fujioki. W międzyczasie, lekarz o nazwisku Yabu został oskarżony o molestowanie jednej z uczennic. Jednak później okazuje się, że mężczyzna nie jest lekarzem z tutejszej kliniki, a do budynku szkoły wszedł tylko dlatego, że szukał swojej córki. Po tym, jak Yabu opowiedział swoją historię, Kyoya zauważa, że rodzina mężczyzny jest bardzo biedna, więc jest niemożliwe, aby jego córka uczyła się w tak prestiżowej szkole. Tamaki daje wskazówki lekarzowi, jak dojść do szkoły publicznej, w której być może uczy się szukana dziewczyna. | |                                 |                    |                  |
| 4 | Atak kobiecego menedżera Joshi maneejaa shūrai (女子マネージャー襲来)                                 | Tamaki Nakatsu                  | Tamaki Nakatsu     | 25 kwietnia 2006 |
| Do klubu hostów niespodziewanie przybywa Renge Houshakuji, dziewczyna, która twierdzi, że jest narzeczoną Kyoya. Renge mianuje się menadżerką klubu i wprowadza ulepszenie: każdy członek Ouran Host Club pokaże swoją drugą "ciemniejszą" stronę w filmie kręconym przez Houshakuji. Menadżerka zatrudnia dwóch chłopaków, którzy mieli zagrać role łotrów w tym filmie, jednakże uczniowie nie zgadzają się. Haruhi ratuje Renge przed atakiem, ale w wyniku tego incydentu, wypadają jej szkła kontaktowe, przez co wygląda, jakby płakała w bólu. Tamaki szybko przybiega jej na pomoc, jednak później dowiaduje się o prawdziwej przyczynie łez. Mimo że Kyoya zbił obiektyw kamery, mówiąc, że nie może pozwolić na pokazanie brutalnej strony członków klubu hostów, zabrał film i po wycięciu niektórych scen, rozpoczął jego sprzedaż, twierdząc, że każdy sposób na zarobienie nowych funduszy jest dobry. | |                                 |                    |                  |
| 5 | Kłótnia bliźniaków Futago kenkasuru (双子ケンカする)                                                  | Kazuki Kakuta                   | Kazuki Kakuta      | 2 maja 2006      |
| Hikaru i Kaoru chcą odwiedzić Haruhi i obejrzeć jej dom, ale dziewczyna odmawia. Haruhi mówi jaka jest różnica między bliźniakami, co prowadzi do walki między nimi. Chłopcy zmieniają nawet kolor włosów (na niebieski i różowy), aby nie być tak podobnymi do siebie. Kłótnia wciąż trwa, w końcu Kaoru, który kupił Lalka voodoo | |                                 |                    |                  |
| 6 | Host ze szkoły podstawowej Shōgakusei hosuto wa yancha-kei (小学生ホストはやんちゃ系)                 | Michio Fukuda                   | Yūji Moriyama      | 9 maja 2006      |
| Uczeń szkoły podstawowej, Shiro Takaoji, prosi klub hostów o pomoc w podbiciu serca pewnej dziewczyny. Renge znajduje idealny typ hosta dla chłopca: typ urwisa. Ale Shiro potępia cały Ouran Host Club i ucieka. Do szkoły podstawowej, w której uczy się Takaoji, zakradają się Haruhi (w przebraniu ucznia gimnazjum) oraz Mitsukuni "Honey" Haninozuka (w przebraniu ucznia podstawówki). Klub odkrywa, że Shiro jest zauroczony dziewczyną, która niedługo przeprowadza się do Niemiec. Tamaki wyjaśnia, że Shiro chce zdobyć serce tylko Hiny Kamishiro. Doradza Takaoji, aby nauczył się grać na pianinie, aby później mógł zagrać w duecie z Hiną, przez co sprawi jej przyjemność. Shiro i Hina grają razem jeden z utworów Mozarta. | |                                 |                    |                  |
| 7 | Jungle Pool SOS Janguru pūru SOS (ジャングルプールSOS)                                                | Shinji Ishihira                 | Takefumi Anzai     | 16 maja 2006     |
| Host Club porywa Haruhi do tropikalnego parku wodnego. Podczas kąpieli w basenie, Honey niespodziewanie zostaje porwany przez wielką falę. Pozostali członkowie klubu postanawiają przeszukać tropikalny ogród. Bliźniaki tłumaczą, że Mori i Honey są kuzynami. Haruhi i Takashi "Mori" Morinozuka odłączają się od reszty grupy. Ponieważ Haruhi bardzo boi się tropikalnych zwierząt, Mori niesie ją przez dżunglę. Po pewnym czasie zostają nagle otoczeni przez prywatną policję rodziny Ootori (wynajętą przez Kyoya), gdyż Fujioka zostaje uznana za zaginionego chłopca, a Morinozuka za porywacza. Z opresji ratuje ich Honey, który pokonuje wszystkich ludzi z grupy ratowniczej. Okazuje się, że członkowie rodu Haninozuka są mistrzami sztuki walki | |                                 |                    |                  |
| 8 | Słońce, plaża i Host Club Taiyō to umi to hosuto kurabu (太陽と海とホスト部)                          | Takuya Igarashi Masayuki Iimura | Masayuki Iimura    | 23 maja 2006     |
| Klub hostów wraz z grupką klientów odwiedza plażę w Prefektura Okinawa | |                                 |                    |                  |
| 9 | Wyzwanie prywatnej szkoły dla dziewcząt „Lobelia” Roberia jogakuin no chōsen (ロベリア女学院の挑戦)   | Shingo Kaneko                   | Shingo Kaneko      | 30 maja 2006     |
| Benio "Benibara" Amakusa, przewodnicząca Klubu Zuka w Żeńskiej Akademii Lobelia, przypadkowo spotyka Haruhi i od razu rozpoznaje, że Fujioka jest dziewczyną w chłopięcym mundurku. Amakusa namawia Haruhi, aby dziewczyna przeniosła się do jej szkoły i przyłączyła się do jej klubu. Obawiając się, że Fujioka opuści Host Club, chłopcy przebierają się w dziewczęce stroje, aby pokazać jej, że może być wśród chłopców i dziewczyn w tym samym czasie. Haruhi wyjaśnia, że wybrała Akademię Ouran z pewnych powodów i nigdy nie planowała przenieść się do Żeńskiej Akademii Lobelia. Klub Zuka oznajmia, że nie podda się i kiedyś wróci, aby zabrać dziewczynę i zniszczyć klub hostów. | |                                 |                    |                  |
| 10 | Dzień w rodzinie Fujioka Fujioka-ke no nichijō (藤岡家の日常)                                         | Hiroaki Sakurai                 | Yuu Nobuta         | 6 czerwca 2006   |
| Klub hostów postanawia złożyć Haruhi niezapowiedzianą wizytę, w celu dowiedzenia się, na czym polega "życie prostego ludu". Mimo dobrych intencji, wszyscy członkowie klubu niezbyt mile wyrażają się na temat domu i warunków, w jakich żyje dziewczyna, oraz często proszą o coś, co jest zbyt drogie. Kiedy Haruhi wychodzi z domu, aby kupić potrzebne do przyrządzenia obiadu produkty, jej ojciec, Ryoji "Ranka" Fujioka, wraca, ujawniając to, że jest Transwestytyzm | |                                 |                    |                  |
| 11 | Królewicz Onī-chama Onī-chama wa Ōji-sama (お兄ちゃまは王子様)                                        | Shinji Ishihara                 | Shin Matsuo        | 13 czerwca 2006  |
| Do klubu hostów przychodzi mała dziewczynka o imieniu Kirimi. Twierdzi, że Tamaki jest jej ukochanym starszym bratem. Tak naprawdę jest nim Nekozawa, jednak, ponieważ chłopak ubiera się w ciemne szaty i wydaje się mroczny, Kirimi boi się go. Tamaki oferuje pomoc w uczeniu Nekozawy, jak zostać starszym bratem-księciem młodszej siostrzyczki. Renge stwarza specjalny trening dla Nekozawy, aby mógł pozbyć się strachu przed światłem. W końcu, gdy chłopak zauważa, że na dziedzińcu naprzeciwko Kirimi siedzi kot, którego dziewczynka się boi, wyskakuje przez okno i ratuje siostrę. Kirimi jest zdolna zaakceptować Nekozawę, nawet, gdy nosi on ciemny płaszcz i perukę. | |                                 |                    |                  |
| 12 | Gorzkie dni słodkiego Honey-Senpaja Hanii-senpai no amakunai mikkakan (ハニー先輩の甘くない三日間)    | Michio Fukuda                   | Mitsutaka Uchitoya | 20 czerwca 2006  |
| Ulubiona maskotka-króliczek Honeya zostaje ubrudzona herbatą. Mori-senpai ratuje sytuację. Gdy Mitsukuni budzi się, ma wielką ochotę na słodycze. Po zjedzeniu dużej ilości ciastek, nagle zaczyna boleć go ząb. Na prośbę Takashiego, Tamaki ogłasza, że dopóki chory ząb nie zostanie wyleczony, Honey nie może jeść słodyczy. Mitsukuni bardzo cierpi z tego powodu i za wszelką cenę próbuje ominąć zakaz, używając przeróżnych strategii. Pewnego razu Honey wyładował swój gniew na Takashim. Mori obwiniał się, że ubytek w zębie Honeya to jego wina, gdyż nie przypominał przyjacielowi o myciu zębów. Jednak Mitsukuni przeprosił go i obiecał dbać o zęby. Po kilku dniach Honey wyzdrowiał i mógł zjeść dużo ciastek w nagrodę. | |                                 |                    |                  |
| 13 | Haruhi w Krainie Czarów Fushigi no kuni no Haruhi (不思議の国のハルヒ)                                | Takuya Igarashi                 | Yūji Moriyama      | 27 czerwca 2006  |
| Haruhi śni o dniu, w którym dostanie się do liceum Ouran. Podczas zwiedzania szkoły, dziewczyna trafia do Krainy Czarów (sen jest nawiązaniem do Alicji w Krainie Czarów, w którym Alicją jest Haruhi). Pod koniec swojej przygody Haruhi spotyka się ze swoją mamą, Kotoko Fujioką, która radzi córce, aby jak najbardziej korzystała ze swojego szkolnego życia. | |                                 |                    |                  |
| 14 | Reportaż ze słynnego Host Clubu! Uwasa no hosuto kurabu o shuzaise yo (噂のホスト部を取材せよ)        | Masakazu Hishida                | Takefumi Anzai     | 4 lipca 2006     |
| Klub prasowy, którego gazety nie są popularne wśród uczniów, chce przeprowadzić wywiad z klubem hostów w celu uratowania się przed upadkiem i rozwiązaniem klubu. Jednakże klub prasowy interesują jedynie sensacje, plotki i skandale. Prezes klubu, Akira Komatsuzawa, chce zdobyć jak najwięcej informacji o Tamakim. Komatsuzawa sądzi, że Tamaki używa władzy swoich rodziców do kontrolowania popularnych uczniów. Akira chce wykorzystać te informacje. | |                                 |                    |                  |
| 15 | Orzeźwiająca bitwa pod Karuizawą Karuizawa sawayaka batoru (軽井沢さわやかバトル)                     | Shinji Ishihara                 | Shin Matsuo        | 11 lipca 2006    |
| Podczas letnich wakacji, Haruhi podejmuje pracę na część etatu w pensjonacie w Karuizawa | |                                 |                    |                  |
| 16 | Haruhi i Hikaru – pierwsza randka Haruhi to Hikaru hatsu deeto daisakusen (ハルヒと光 初デート大作戦) | Kazuki Kakuta                   | Kazuki Kakuta      | 18 lipca 2006    |
| Hikaru jest zazdrosny o przyjaciela Haruhi z gimnazjum, Araiego, który wyznaje, że kiedyś był zakochany w Haruhi. Kaoru zaplanował randkę Hikaru i Haruhi, najpierw zaprosił dziewczynę na randkę, jednak później zasymulował chorobę i poprosił Hikaru o zastępstwo. Podczas spotkania, Haruhi natrafia na Araiego. Hikaru denerwuje się i ucieka, zostawiając dziewczynę. Niespodziewanie nadchodzi burza z piorunami. Tamaki martwi się o Haruhi i dzwoni do Hikaru, obwiniając go o bezmyślność i samolubność. W końcu Hikaru odnajduje dziewczynę i przeprasza za wszystko. | |                                 |                    |                  |
| 17 | Niezamierzony dzień wolny Kyōyi Kyōya no fuhoni na kyūjitsu (鏡夜の不本意な休日)                      | Michio Fukuda                   | Inuo Inukawa       | 25 lipca 2006    |
| Kyoya, jeszcze nie do końca obudzony, zostaje zaciągnięty do centrum handlowego przez klub hostów. Kiedy budzi się, jest głodny, ale nie ma przy sobie ani komórki, ani portfela. Na szczęście spotyka Haruhi, z którą idzie do baru szybkiej obsługi i pożycza od niej pieniądze. Po posiłku Kyoya postanawia pooglądać różne stoiska sklepowe. Podczas przechadzki, Haruhi pyta go o jego rodzinę (m.in. o jego dwóch starszych braci i głowę rodziny Ootori). | |                                 |                    |                  |
| 18 | Chika-kun wypowiada wojnę Honey Chika-kun no Hanii datō sengen (チカ君のハニー打倒宣言)               | Shinji Ishihara                 | Yuu Nobuta         | 1 sierpnia 2006  |
| Młodszy brat Honeya, Yasuchika "Chika" Haninozuka, niespodziewanie zjawia się w klubie hostów i wyzywa Mitsukuniego na pojedynek. Ponownie nie udaje mu się pokonać Honeya. Chika ma żal do swojego brata, jako że Honey jest następnym mistrzem rodziny Haninozuka i za każdym razem wygrywa, mimo że nie potrafi zachować samokontroli (powstrzymać się przed jedzeniem dużej ilości słodyczy). Zostaje wyjaśnione również, dlaczego Honey porzucił klub karate i dołączył do klubu hostów. Tamaki postanawia pogodzić braci. | |                                 |                    |                  |
| 19 | Roberia jogakuin no gyakushū (ロベリア女学院の逆襲)                                                   |                                 |                    | 8 sierpnia 2006  |
| Klubowi Zuka w końcu udaje się porwać Haruhi do dziewczęcej akademii Lobelia. Klub hostów oraz ojciec Haruhi, Ranka, próbują za wszelką cenę uratować dziewczynę przed Benibarą, która próbuje skraść Haruhi pierwszy pocałunek podczas szkolnego przedstawienia. Kyoya przypomina, że prawdziwy pierwszy pocałunek Fujioki był wynikiem przypadkowego zdarzenia podczas balu, kiedy to Haruhi pocałowała Kanako. | |                                 |                    |                  |
| 20 | Futago ga aketa tobira (双子があけた扉)                                                               |                                 |                    | 15 sierpnia 2006 |
| Odcinek poświęcony jest historii bliźniaków. W przeszłości Hikaru i Kaoru mieli pokojówkę, która uważała, nikt nigdy nie będzie w stanie ich rozróżnić. W gimnazjum po raz pierwszy spotkali Tamakiego, który zaproponował im dołączenie do klubu hostów. Hikaru i Kaoru zgodzili się, pod warunkiem, że Tamaki odgadnie, który z nich to Hikaru, a który to Kaoru, dając mu na to miesiąc. Często ranili uczucia dziewczyn, które były w nich zakochane, udając swojego brata i podmieniając się. W końcu Tamaki rozróżnił ich i pomógł im zrozumieć, że tak naprawdę, nie chcą być odseparowani od świata. | |                                 |                    |                  |
| 21 | Itsuka kabocha ni naru hi made (いつかカボチャになる日まで)                                           |                                 |                    | 22 sierpnia 2006 |
| Klasa Haruhi organizuje halloweenowy test na odwagę. Podczas wydarzenia każda z grup musi nastraszyć inną grupę. Przewodniczący klasy, Kazukiyo Soga, nie popiera tego pomysłu, ponieważ cierpi na Nyktofobia | |                                 |                    |                  |
| 22 | Mori-senpai ni deshiiri shigan (モリ先輩に弟子入り志願)                                               |                                 |                    | 29 sierpnia 2006 |
| Ritsu Kasanoda, syn gangstera, odnajduje Moriego i prosi o rady, jak zmienić swój przerażający wygląd i znaleźć przyjaciół. Klub hostów postanawia mu pomóc. | |                                 |                    |                  |
| 23 | Tamaki no mujikaku na yūutsu (環の無自覚な憂鬱)                                                       |                                 |                    | 5 września 2006  |
| Kiedy Kasanoda przez przypadek widzi przebierającą się Haruhi, zakochuje się w niej. Staje się częstym klientem odwiedzającym host club. Kasanoda próbuje wyznać swoje uczucia dziewczynie, ale przeszkadza mu w tym jego nieśmiałość. | |                                 |                    |                  |
| 24 | Soshite kyōya wa deatta (そして鏡夜は出会った)                                                        |                                 |                    | 12 września 2006 |
| Kyoya opowiada o tym, jak po raz pierwszy spotkał Tamakiego i zaprzyjaźnił się z nim tylko dlatego, że chłopak dziedziczył rodzinny biznes. Kyoya wyjaśnia również, jaką rolę pełni w firmie rodzinnej Ootori, jako trzeci i najmłodszy syn Yoshio Ootoriego. | |                                 |                    |                  |
| 25 | Hosuto kurabu kaisan sengen (ホスト部解散宣言)                                                        |                                 |                    | 19 września 2006 |
| Klub hostów bierze udział w corocznym szkolnym festiwalu. Ojciec Tamakiego, Yuzuru Suo, oraz jego babcia, Shizue Suo, pojawiają się na uroczystości. Niespodziewane przybycie Éclair, kobiety, którą Tamaki miał się opiekować, zmienia bieg wydarzeń. Tamaki zaręcza się z Éclair i oznajmia, że klub hostów, wraz z końcem festiwalu, zostanie rozwiązany. Chłopak informuje, że wyjedzie z Japonii wraz z Éclair. Haruhi dowiaduje się jaka była historia Tamakiego oraz jak znalazł się w rodzinie Suo. | |                                 |                    |                  |
| 26 | Kore ga oretachi no ouran-sai (これが俺たちの桜蘭祭)                                                  |                                 |                    | 26 września 2006 |
| Kyoya oznajmia Haruhi, że jej dług został spłacony, zatem dziewczyna może opuścić klub. Jednak Haruhi odrzuca ofertę, ponieważ chce pomóc klubowi hostów. Chce zatrzymać Tamakiego w Japonii i uratować klub przed rozwiązaniem. | |                                 |                    |                  |